# Minsk Cycling Club
El Minsk Cycling Club (codi UCI: MCC) és un equip ciclista professional belarús, de categoria continental.

## Principals resultats
- Gran Premi de Moscou: Siarhei Papok (2015)
- Gran Premi de Minsk: Siarhei Papok (2015, 2016)
- Gran Premi de Vínnitsia: Siarhei Papok (2016)
- Cursa de Solidarność i els Atletes Olímpics: Iauhen Sobal (2016)
- UAE Cup: Siarhei Papok (2016)
- Tour de Mersin: Stanislau Bajkou (2017)

### Grans Voltes
- Tour de França
  - 0 participacions

- Giro d'Itàlia
  - 0 participacions

- Volta a Espanya
  - 0 participacions

## Composició de l'equip
| \| Llista de l'equip 2016 \| Llista de l'equip 2016 \| Llista de l'equip 2016 \| Llista de l'equip 2016 \| \| Ciclista \| Data de naixement \| Equip previ \| \| \| ----------------------------------------- \| ---------------------- \| ----------------------------- \| ---------------------- \| \| Aleh Ahiyevich \| 28 de juny de 1993 \| \| \| \| Stanislau Bajkou \| 4 de novembre de 1991 \| \| \| \| Anton Ivashkin \| 24 de abril de 1996 \| \| \| \| Konstantin Klimiankou \| 3 de agost de 1989 \| Amore & Vita-Selle SMP (2014) \| \| \| Anton Muzychkin \| 16 de desembre de 1994 \| \| \| \| Siarhei Papok \| 6 de gener de 1988 \| Rietumu-Delfin (2014) \| \| \| Alexei Piashkun \| 7 de març de 1996 \| \| \| \| Andrei Piashkun (5 de feb–31 de des) \| 6 de desembre de 1992 \| \| \| \| Raman Ramanau \| 3 de juliol de 1994 \| \| \| \| Oleksandr Golovash (20 de juny–31 de des) \| 21 de setembre de 1991 \| Kolss-BDC (2016) \| \| \| Iauhen Sobal (20 de maig–31 de des) \| 7 de abril de 1981 \| Partizan Srbija (2010) \| \| \| \| \| \| \| \| Fonts: ProCyclingStats Cycling Archives \| \| \| \| |                        |                               |  |
| Llista de l'equip 2016 |                        |                               |  |
| Ciclista | Data de naixement      | Equip previ                   |  |
| Aleh Ahiyevich | 28 de juny de 1993     |                               |  |
| Stanislau Bajkou | 4 de novembre de 1991  |                               |  |
| Anton Ivashkin | 24 de abril de 1996    |                               |  |
| Konstantin Klimiankou | 3 de agost de 1989     | Amore & Vita-Selle SMP (2014) |  |
| Anton Muzychkin | 16 de desembre de 1994 |                               |  |
| Siarhei Papok | 6 de gener de 1988     | Rietumu-Delfin (2014)         |  |
| Alexei Piashkun | 7 de març de 1996      |                               |  |
| Andrei Piashkun (5 de feb–31 de des) | 6 de desembre de 1992  |                               |  |
| Raman Ramanau | 3 de juliol de 1994    |                               |  |
| Oleksandr Golovash (20 de juny–31 de des) | 21 de setembre de 1991 | Kolss-BDC (2016)              |  |
| Iauhen Sobal (20 de maig–31 de des) | 7 de abril de 1981     | Partizan Srbija (2010)        |  |
| |                        |                               |  |
| Fonts: ProCyclingStats Cycling Archives |                        |                               |  |

| \| Llista de l'equip 2017 \| Llista de l'equip 2017 \| Llista de l'equip 2017 \| Llista de l'equip 2017 \| \| Ciclista \| Data de naixement \| Equip previ \| \| \| ----------------------------------------------------- \| ---------------------- \| ----------------------------- \| ---------------------- \| \| Aleh Ahiyevich \| 28 de juny de 1993 \| \| \| \| Stanislau Bajkou \| 4 de novembre de 1991 \| \| \| \| Oleksandr Golovash \| 21 de setembre de 1991 \| Kolss-BDC (2016) \| \| \| Anton Ivashkin \| 24 de abril de 1996 \| \| \| \| Iauhèn Karaliok (23 de maig–31 de des) \| 9 de juny de 1996 \| \| \| \| Konstantin Klimiankou \| 3 de agost de 1989 \| Amore & Vita-Selle SMP (2014) \| \| \| Anton Muzychkin \| 16 de desembre de 1994 \| \| \| \| Siarhei Papok \| 6 de gener de 1988 \| Rietumu-Delfin (2014) \| \| \| Raman Ramanau \| 3 de juliol de 1994 \| \| \| \| Mikhail Shemetau \| 21 de juliol de 1994 \| \| \| \| Iauhen Sobal \| 7 de abril de 1981 \| Partizan Srbija (2010) \| \| \| Raman Tsishkou (26 de maig–31 de des) \| 2 de desembre de 1994 \| \| \| \| Eduard Vorgànov \| 7 de desembre de 1982 \| Katusha (2016) \| \| \| Yauheni Akhramenka (1 de ago–31 de des, aprenent) \| 30 de juny de 1995 \| \| \| \| Kanstantsin Bialiauski (1 de ago–31 de des, aprenent) \| 13 de gener de 1998 \| \| \| \| \| \| \| \| \| Font: ProCyclingStats \| \| \| \| |                        |                               |  |
| Llista de l'equip 2017 |                        |                               |  |
| Ciclista | Data de naixement      | Equip previ                   |  |
| Aleh Ahiyevich | 28 de juny de 1993     |                               |  |
| Stanislau Bajkou | 4 de novembre de 1991  |                               |  |
| Oleksandr Golovash | 21 de setembre de 1991 | Kolss-BDC (2016)              |  |
| Anton Ivashkin | 24 de abril de 1996    |                               |  |
| Iauhèn Karaliok (23 de maig–31 de des) | 9 de juny de 1996      |                               |  |
| Konstantin Klimiankou | 3 de agost de 1989     | Amore & Vita-Selle SMP (2014) |  |
| Anton Muzychkin | 16 de desembre de 1994 |                               |  |
| Siarhei Papok | 6 de gener de 1988     | Rietumu-Delfin (2014)         |  |
| Raman Ramanau | 3 de juliol de 1994    |                               |  |
| Mikhail Shemetau | 21 de juliol de 1994   |                               |  |
| Iauhen Sobal | 7 de abril de 1981     | Partizan Srbija (2010)        |  |
| Raman Tsishkou (26 de maig–31 de des) | 2 de desembre de 1994  |                               |  |
| Eduard Vorgànov | 7 de desembre de 1982  | Katusha (2016)                |  |
| Yauheni Akhramenka (1 de ago–31 de des, aprenent) | 30 de juny de 1995     |                               |  |
| Kanstantsin Bialiauski (1 de ago–31 de des, aprenent) | 13 de gener de 1998    |                               |  |
| |                        |                               |  |
| Font: ProCyclingStats |                        |                               |  |

## Classificacions UCI
A partir del 2015 l'equip participa en les proves dels circuits continentals, especialment a l'UCI Àsia Tour.
UCI Àfrica Tour
| Temporada | Classificació per equips | Millor ciclista en la classificació individual |
| --------- | ------------------------ | ---------------------------------------------- |
| 2017      | 15è                      | Stanislau Bazhkou (72è)                        |

UCI Àsia Tour
| Temporada | Classificació per equips | Millor ciclista en la classificació individual |
| --------- | ------------------------ | ---------------------------------------------- |
| 2015      | 26è                      | Siarhei Papok (46è)                            |
| 2016      | 54è                      | Stanislau Bazhkou (149è)                       |
| 2017      | 10è                      | Siarhei Papok (14è)                            |

UCI Europa Tour
| Temporada | Classificació per equips | Millor ciclista en la classificació individual |
| --------- | ------------------------ | ---------------------------------------------- |
| 2015      | 38è                      | Siarhei Papok (81è)                            |
| 2016      | 44è                      | Siarhei Papok (205è)                           |
| 2017      | 38è                      | Stanislau Bazhkou (209è)                       |
| 2018      | 28è                      | Branislau Samoilau (148è)                      |
| 2019      | 16è                      | Yauhen Sobal (174è)                            |